# Израелски шекел
Шекел (на иврит: שקל) е парична единица на държавата Израел. Един шекел се дели на 100 агори.

## История
Произходът на името „шекел“ е от древната библейска валута със същото име. Шекел е някоя от няколкото древни единици тегло или валута в древен Израел. Първоначално може да се отнася до теглото на ечемика. В древен Израел, шекелът е бил известен като около 180 зърна. От създаването на модерната държава Израел на 14 май 1948 г. до 1952 г. банкнотите продължават да се издават от англо-палестинската банка като палестинската лира, която е обвързана с британската лира. През 1952 г. англо-палестинската банка променя името си на „Bank Leumi Le-Yisrael“ (Национална банка на Израел) и името на валутата става израелска лира.

## Монети
През 1985 г. са въведени монети от 1, 5 и 10 агори. През 1990 г. са въведени монети от 5 шекела, следвани от монети от 10 шекела през 1995 г. Производството на 1 агора е преустановено през 1990 г. и те са извадени от обращение на 1 април 1991 г. На 9 декември 2007 г. е въведена монета от 2 шекела. Монетата от 5 агори, последно отсечена през 2006 г., е извадена от обращение на 1 януари 2008 г. Емитират се монети от 10 агори, както и от 1⁄2, 1, 2, 5 и 10 шекела

## Банкноти
Съществуват общо 3 серии банкноти, като първата е от 1985 – 1999, втората от 1999 – 2017 и третата е от 2014 до днес. Емитират се банкноти от 20, 50, 100 и 200 шекела